# Alice Bel Colle
Alice Bel Colle é uma comuna italiana da região do Piemonte, província de Alexandria, com cerca de 786 habitantes. Estende-se por uma área de 12 km², tendo uma densidade populacional de 66 hab/km². Faz fronteira com Acqui Terme, Cassine, Castel Rocchero (AT), Castelletto Molina (AT), Fontanile (AT), Maranzana (AT), Quaranti (AT), Ricaldone.

## Demografia
| Variação demográfica do município entre 1861 e 2011                               |
|                                                                                   |
| Fonte: Istituto Nazionale di Statistica (ISTAT) - Elaboração gráfica da Wikipedia |